# Hullatti, Hangal
Hullatti là một làng thuộc tehsil Hangal, huyện Haveri, bang Karnataka, Ấn Độ.